# 中川寺跡
中川寺跡（なかのがわでらあと）は、奈良県奈良市中ノ川に実範が創立した中川寺成身院の跡。実範はこの地で戒律に関する撰述を行い、鎌倉時代においては、南都における戒律復興の中核であった。中川寺の遺構はほとんど残っていないが、山林を合わせて数ヘクタールにも及ぶ寺域を有していたと推測されている。

## 歴史と構成

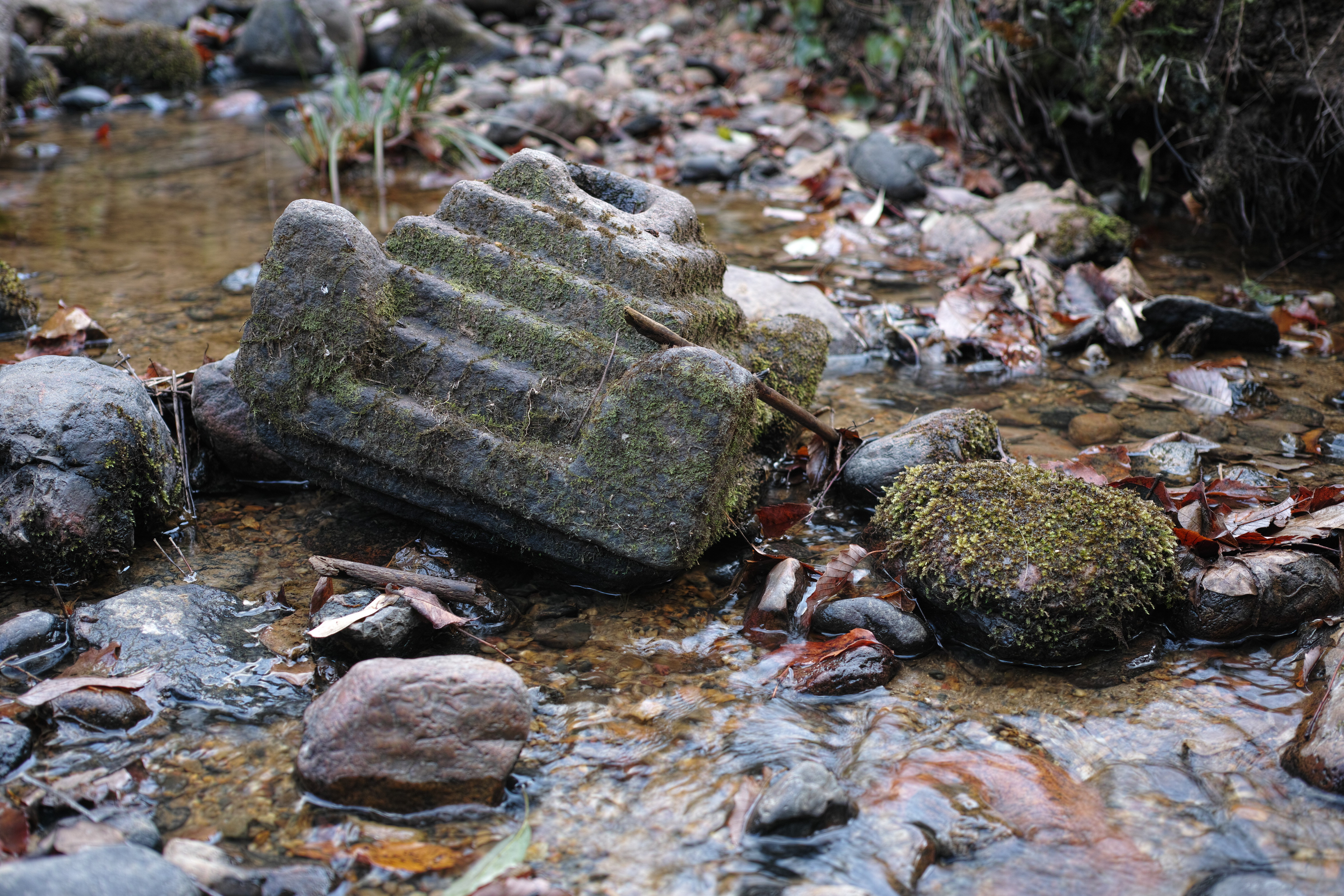
中川寺域の谷川に落ちている宝篋印塔の笠石

### 創建
中川寺成身院の建立年代は、1112年（天永3年）に開始され、3年後の1114年（永久2年）2月に完成を見たと推察されている。成身院（本寺）を中心として、室町時代末期には、弥勒院、清浄院、地蔵院、瓦坊、東北院、仏眼院、十輪院、薬師院、三蔵院の九院一坊により構成されていた。成身院を除き、これらの諸院の創立年代は明らかではないが、初期と見える年代は堀池により整理されている。
確認されている建立年代
- 十輪院
1162年（応保2年）の毘沙門天立像の体内摺仏裏書に「中川寺境内　十輪院法印観門代」とあり、十輪院の創建と認められる。

- 無量濤院
1186年（文治2年）から中川無量濤院朝西が薬師寺・唐招提寺・高野山で書寫した旨、真福寺所蔵『法相名目』（巻四・十五・一の奥書）に記されている。

- 舎利堂
1246年（寛元4年）、真福寺所蔵『唯識叢六巻私記第二』の跋に「中川舎利堂西房」の名を見出し得る。

- 地蔵院
1251年（建長3年）頃にはすでに存在していたことが、東大寺図書館所蔵『弥勒如来感応指示抄』（巻三）等により認知できる。

- 発心院
1271年（文永8年)にはすでに存在していたことが、真福寺所蔵『五重結護顕秘鈔』の帖末識語により認知できる。

- 東北院
1302年（乾元元年）、存覚が東北院に宿し慶海の門人になったという伝より、これ以前の創建と認められる。

### 寺域と創建時の規模

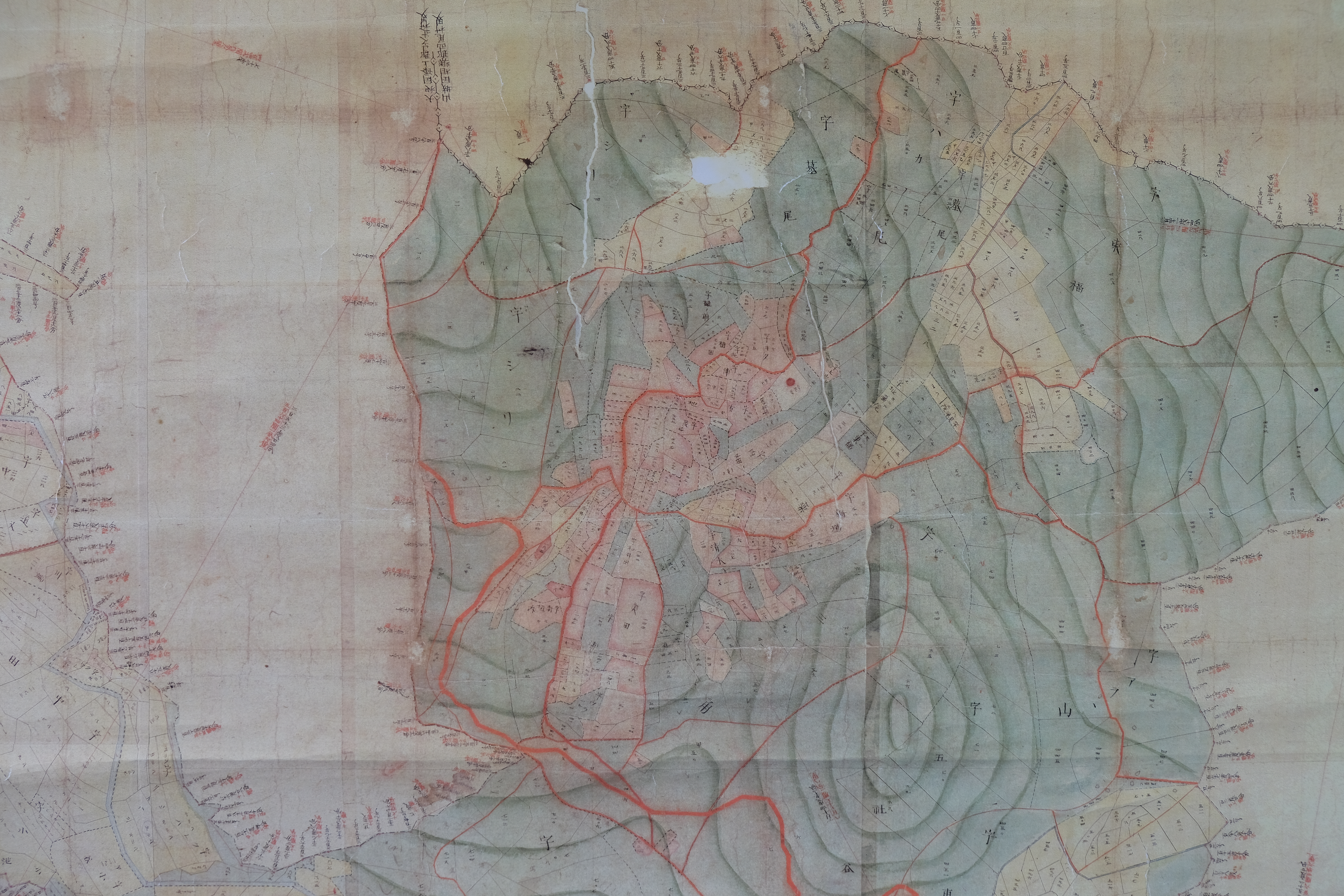
添上郡中ノ川村実測全図

寺域については、小字名にその塔頭寺院名を留めていることと、『中ノ川村実測全図』（明治22年）により、推測することができる。東福、薬師、地蔵院、清浄院、弥勒院などの小字を総合すると、山林を合わせて数ヘクタールに及ぶと推察される。
中川寺の規模を伝える史料として、高野山伝法院の覚鑁聖人伝がある。高野山大伝法院と中川寺成身院が、鳥羽院院政時代にあって、広大なる寺領と華麗なる堂舎・僧房により、学僧から非難されるところであったことが記されている。また、『松屋筆記』所収の「真俗雑記問答抄」に収録された一節にも、成身院の内部の荘厳が触れられている。実範の中川寺成身院は、覚鑁の高野山大伝法院と相ならぶ、華麗優雅な華美を尽くした寺であったことが想像される。
付法の資には、明恵・興然・慶雅・覚阿・重誉・叡信・宗観師（大進上人）等が知られている。

### 進流声明

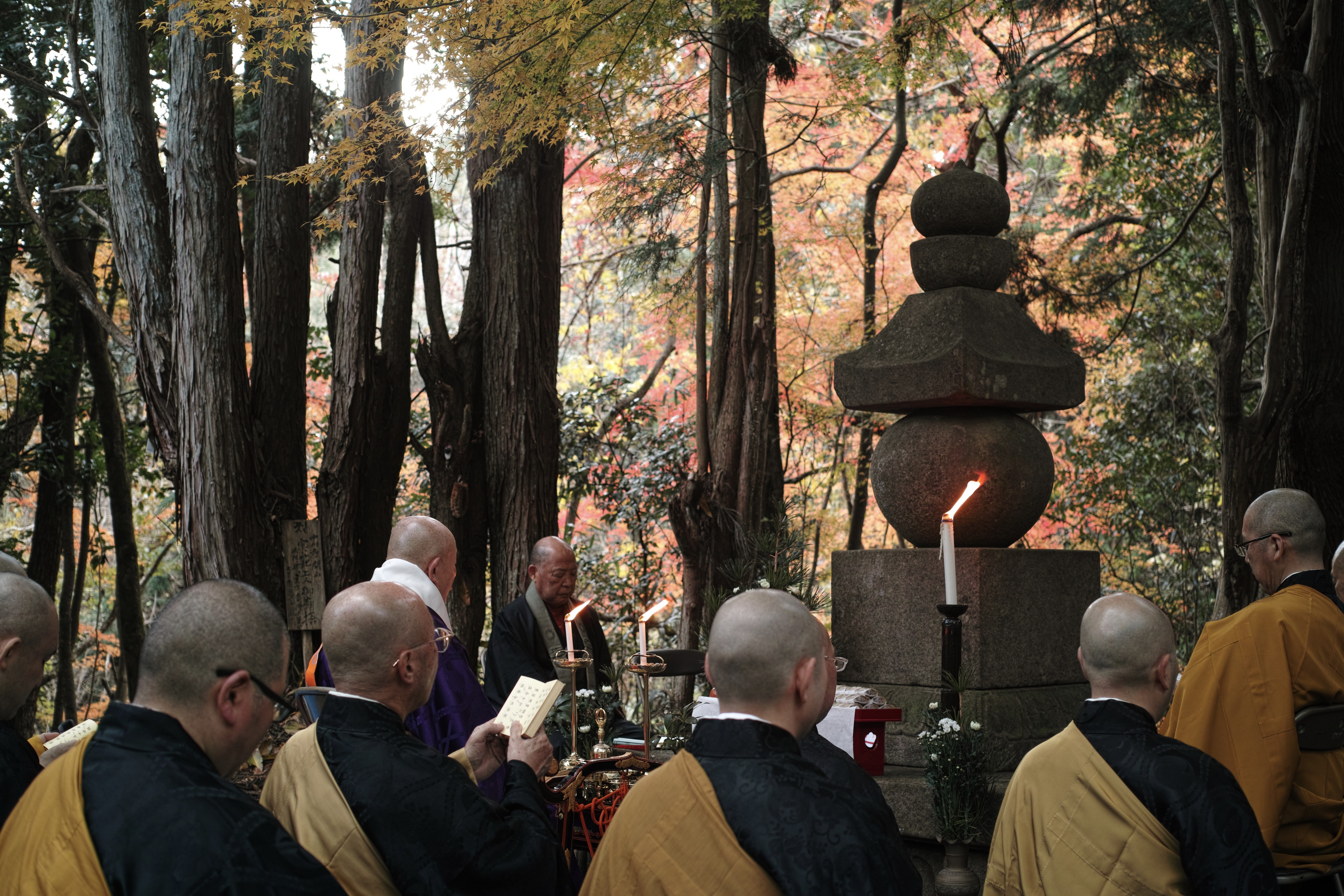
中川寺発祥の進流声明を受け継ぐ高野山の僧侶らによる実範上人御廟塔前での法要の様子（2021年11月25日）

大進上人（宗観師）は、声明を師実範大徳より受けた外、広沢の寛朝僧正系の南勝房忠縁法橋にも受け、声明の達人であったといわれる。この人の声明を大進流と称し、略して進流と言われ、中川寺がその本拠地となった(略して進流、あるいは「中川大進流」「大和進流」ともいう)。

1235年（嘉禎1年）、41代の高野山寺務検校であった勝心は、中川寺の慈業に書を送り、大和進流声明を高野山に移し、南山進流声明として伝えたいと依頼した。慈業は、進流の声明を宗観の付法の弟子聖海から学び、もと南都興福寺の住僧で、晩年は進流声明の本拠地であった中川寺に止住していた人物である。依頼を受けた慈業は、進流の本拠を中川寺から高野山へ移すことについて、奈良や京都の諸寺の賛同を得るなどして尽力したとされる。以後、進流は高野山（南山）を中心に展開したため南山進流声明と呼ばれるようになった。

### 衰退
中世以降、興福寺の末寺となる。1481年（文明13年）7月、本堂を残して全焼した。この火災の後、1486年（文明18年）に再興の勧請猿楽が行われた記録があるが、その結果は不明である。
根本成身院上案によると、江戸時代においても興福寺末寺であり、知行はなく、建物は、本堂・塔・鐘楼・鎮守で一乗院御持と記されている。その後、明治維新のころにはほとんど破壊されてしまっていたとされる。

## 立地
笠置街道に面する中ノ川一帯は、興福寺から行くと、弥勒信仰の聖地として栄えた笠置寺と円成寺に至る分岐点にあり、近くに佐保川の清流を望む景勝地である。『元亨釈書』では、実範は、花を摘んで中川山（現在の奈良市中ノ川）の地に至り、地の勝形をみて、成身院を創建したとされる。

自然の景観において恵まれている地域であるだけでなく、平安時代において、大和国、山城国の国境に山寺が創建されている地域でもある。東北には1013年（長和2年）創建と伝わる東小田原寺（廃寺）、天元年間（978年‐982年）に創建にかかり1074年（永承2年）中興の西小田原寺（浄瑠璃寺）、空海の高弟智泉の開基と伝わる岩船寺がある。

## 遺物

### 五輪塔(実範上人御廟塔)

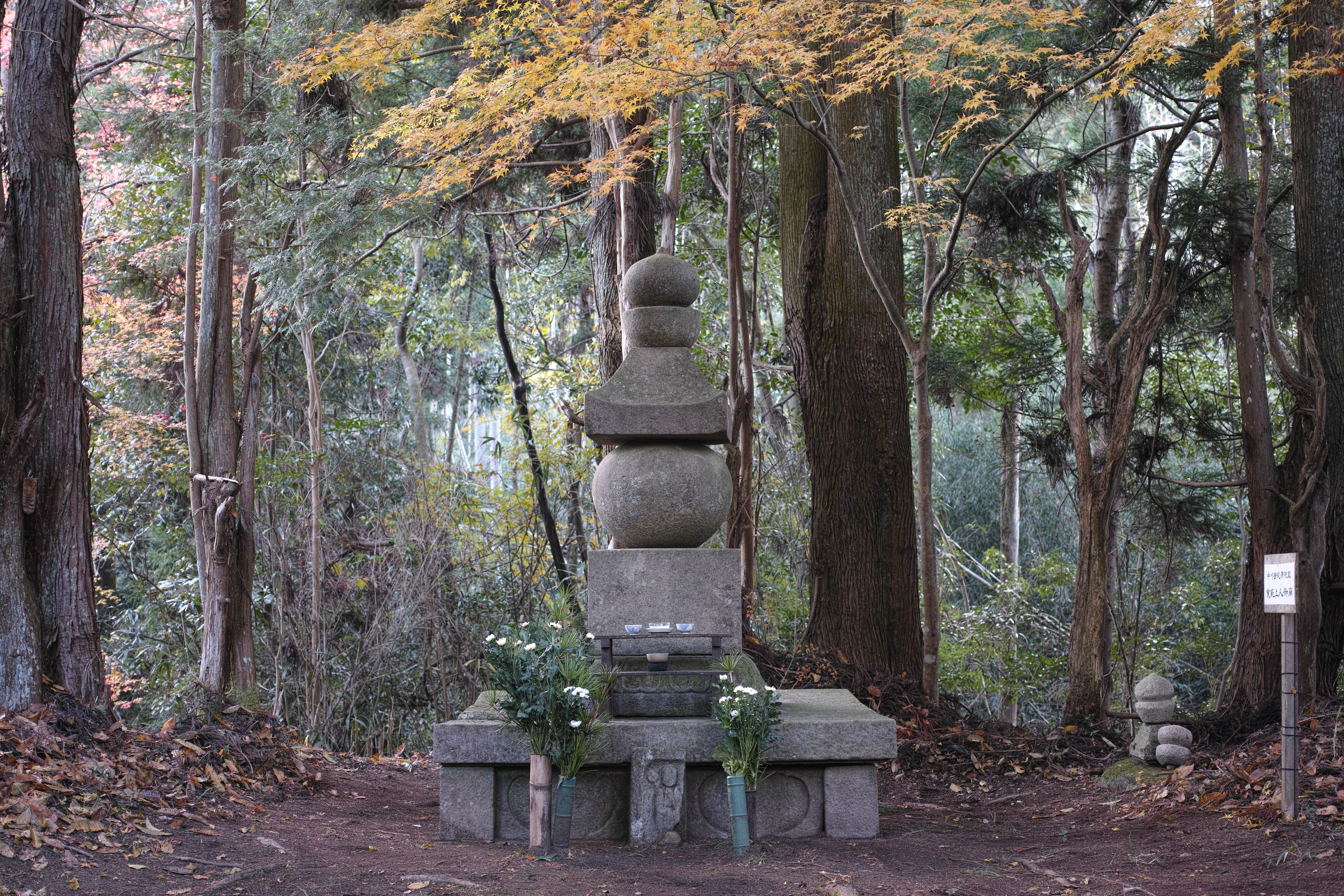
実範上人御廟塔

実範上人御廟塔として、旧寺地に残る。石塔は花崗岩で、高さ3メートル余り、壇上積みの基壇に立つ。銘文はないが、形式的には鎌倉時代の造立と考えられる。

### 地蔵菩薩

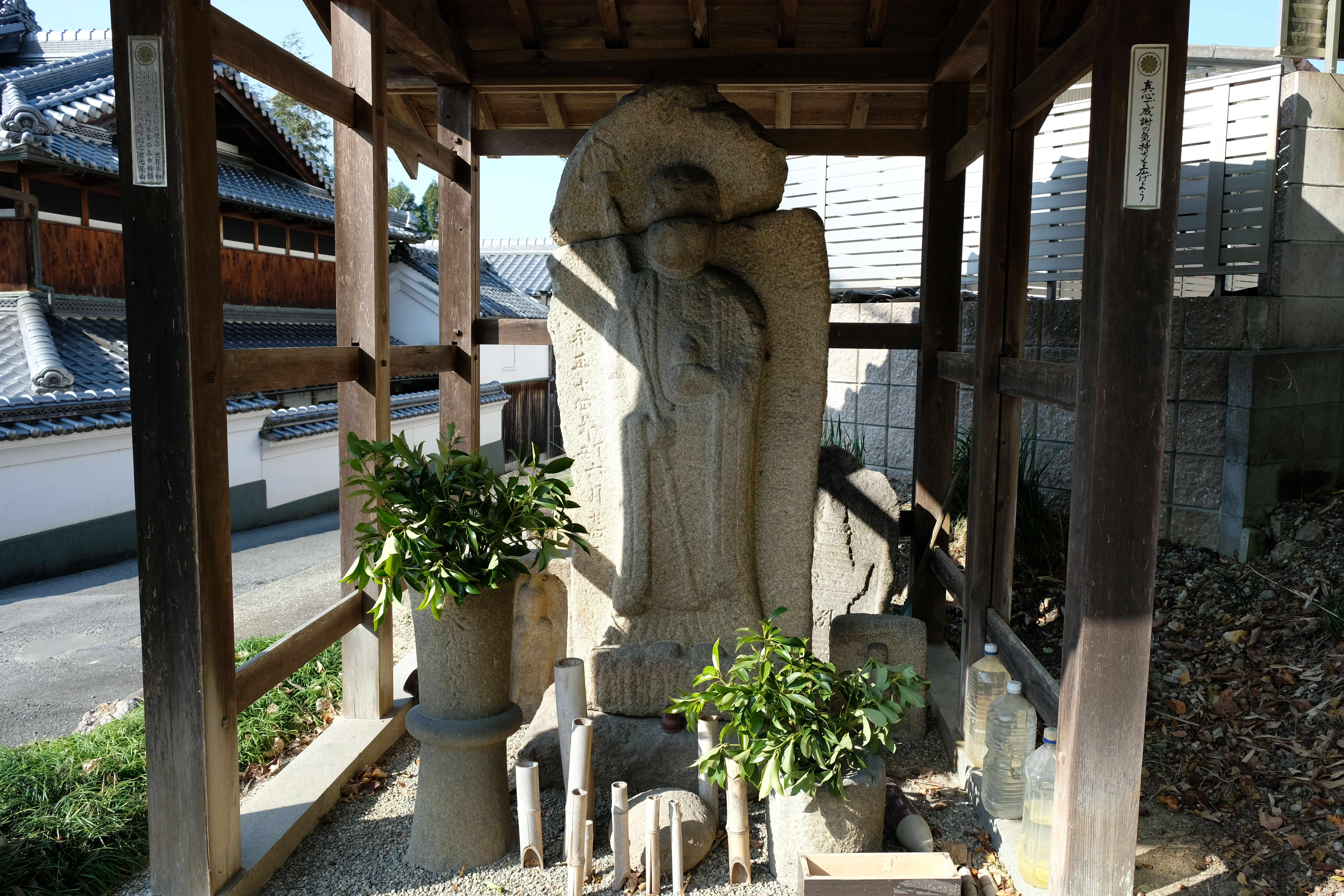
中ノ川町辻堂地蔵石仏

寺跡から奈良県道33号線（奈良笠置線）沿いの辻に移されている。光背の両端に「奉造立地蔵菩薩　逆修慶圓　永正十四年六月廿四日」と刻まれている。

### 薬師如来像
京都府鹿背山の西念寺の薬師如来像は、中川寺の仏像としての口伝がある。京都府指定文化財。

### 成身院梵鐘
重要文化財。現物は現在、徳照寺 (神戸市)にある。池の間一区に陽鋳されている銘文によれば、1129年（大治4年）4月7日、多治比頼友によって鋳造され、36年を経て破損し、1164年（長寛2年）7月2日尊智上人が鋳直したとある。

### 木造毘沙門天立像
重要文化財。高さ102.5cmの寄木木造彩色像。頭内に千躰毘沙門天像印仏などが奉籠され、この紙背墨書により中川寺十輪院持仏堂の旧像であることが明らかになった。均整のとれた姿と華やかな彩色が施されており、また、水晶で瞳をあらわす玉眼の技法を用いるなど鎌倉彫刻の先駆ともいえるものである。日本画家で知られる川端龍子旧蔵品。現在は東京国立博物館蔵。    

## 現地情報
所在地
- 奈良県奈良市

交通アクセス
- 鉄道：近鉄奈良線 近鉄奈良駅より奈良交通バス：「中ノ川」下車すぐ、「青山住宅」（寺域まで約2km、徒歩約50分）、「浄瑠璃寺」（寺域まで約2km、徒歩約50分）[注 3]

周辺
- 浄瑠璃寺
- 岩船寺
- 般若寺
- 当尾磨崖仏文化財環境保全地区
- 奈良市緑ヶ丘浄水場
- 笠置街道